# 栗原幹雄
栗原 幹雄（くりはら みきお、1951年4月12日 - ）は、日本の実業家。フレッシュネスバーガーや、義兄とともに立ち上げたほっかほっか亭などを創業している。

## 略歴
1951年、埼玉県川越市生まれ。城北高等学校を経て、1974年に日本大学生産工学部建築工学科を卒業後、積水ハウスに入社。
1978年に退社し、義兄の田渕道行とともに弁当フランチャイズチェーン「ほっかほっか亭」を創業した後、1992年12月にフレッシュネスバーガー1号店を東京都渋谷区富ヶ谷に自力で立ち上げた。
1994年にほっかほっか亭を退社し、1995年にフレッシュネスバーガーに移り、フランチャイズ展開の経営に専念する。他に、フライドグリーントマト株式会社代表取締役で「ごはん処　おはち」や「魚がし日本一」などの飲食事業を手がける。
2016年現在、飲食業プランニング会社のフライドグリーントマト株式会社（2012年10月から）の代表を務めるほか、ファストフード業の株式会社グリーンズプラネット（吉野家ホールディングス完全子会社）の代表を務めている。

## 幼少時代
実家は川越市で楽器店を営み、小学生の時に趣味でバンド活動を行い、中学時代に水泳、高校時代はラグビーフットボール、大学在学中にはボブスレーの選手であった。

## 著書
- 『面白いことをとことんやれば、「起業」は必ずうまくいく。』アスペクト単行本、2008年9月25日、ISBN 9784757215443
- 『フレッシュネスバーガー手づくり創業記』アスペクト文庫、2011年9月20日、ISBN 9784757219830
- 『フレッシュネスバーガー社長の成功するアイデア・ノート』アスペクト単行本、2009年11月26日、ISBN 9784757217324